# Uwe Krell
Uwe Krell (* 1964 in Suhl) ist ein deutscher Politiker (AfD). Er ist seit 2024 Mitglied des Thüringer Landtags.

## Leben
Krell absolvierte von 1981 bis 1983 eine Ausbildung zum Fahrzeuglackierer. Anschließend war er von 1983 bis 1990 Berufsunteroffizier der Nationalen Volksarmee. Nach der Wende war er von 1990 bis 2003 Soldat auf Zeit bei der Bundeswehr. Seither ist er als Unternehmer in der Bau- und Immobilienwirtschaft tätig. Berufsbegleitend absolvierte er ein Studium der Betriebspädagogik.
Krell ist verheiratet, Vater eines Kindes und lebt in Bad Salzungen.

## Politik
Krell ist seit 2024 für die AfD Mitglied des Stadtrats von Bad Salzungen und Mitglied des Kreistags des Wartburgkreises. Er kandidierte 2024 bei der Landratswahl im Wartburgkreis, unterlag jedoch in der Stichwahl Michael Brodführer (CDU).
Bei der Landtagswahl in Thüringen 2024 wurde Krell über das Direktmandat im Wahlkreis Wartburgkreis I in den Landtag gewählt.